# Chamaecrista
Chamaecrista es un género de árboles de la subfamilia Caesalpinioideae dentro de la familia Fabaceae. Comprende 506 especies descritas y de estas, solo 312 aceptadas. Es originario de América tropical.

## Descripción
Son arbustos, subarbustos e hierbas. Hojas paripinnadas o 2-folioladas, pubescentes con tricomas basifijos, a veces glandulares; pecíolos algunas veces con nectarios, estípulas y pulvínulos presentes.
Inflorescencias básicamente racemosas, pero los racimos a veces reducidos a un fascículo axilar o supraaxilar con 1–3 flores, pedicelos 2-bracteolados, articulados con el hipanto; hipanto plano o levemente cóncavo; sépalos 5, libres; pétalos 5, amarillos pero café-anaranjados cuando marchitos, el vexilar interior cuando en yema en uno o ambos lados, los abaxiales frecuentemente desiguales y asimétricos; androceo 4–10-mero, más o menos actinomorfo, los 2 verticilos de estambres frecuentemente de diferente longitud pero nunca bilateralmente zigomorfos, anteras basifijas, dehiscentes por hendeduras o poros apicales, las suturas laterales cilioladas. Las anteras poricidas requieren polinización por zumbido.
Fruto oblongo o linear y plano-comprimido, con dehiscencia elástica, las valvas enrolladas, generalmente sésil.

## Taxonomía
El género fue descrito por (L.) Moench y publicado en Methodus Plantas Horti Botanici et Agri Marburgensis : a staminum situ describendi 272. 1794. La especie tipo es: Chamaecrista nictitans (L.) Moench. 

## Algunas especies aceptadas
A continuación se brinda un listado de las especies del género Chamaecrista aceptadas hasta julio de 2014, ordenadas alfabéticamente. Para cada una se indica el nombre binomial seguido del autor, abreviado según las convenciones y usos.	
| - Chamaecrista absus, - Chamaecrista adiantifolia - Chamaecrista aspleniifolia - Chamaecrista biensis, - Chamaecrista calycioides, - Chamaecrista capensis, - Chamaecrista cathartica, - Chamaecrista chamaecristoides, - Chamaecrista ciliolata, - Chamaecrista comosa, - Chamaecrista conferta, - Chamaecrista crandinii, - Chamaecrista decumbens, - Chamaecrista dentata, - Chamaecrista fagonioides, | - Chamaecrista lineata (Sw.) Greene - platanillo de Cuba, - Chamaecrista parva, - Chamaecrista pilosa, - Chamaecrista plumosa, - Chamaecrista polytricha, - Chamaecrista pumila, - Chamaecrista ramosa, - Chamaecrista repens, - Chamaecrista rotundifolia, - Chamaecrista serpens, - Chamaecrista stricta, - Chamaecrista trichopoda, - Chamaecrista viscosa, - Chamaecrista wittei, - Chamaecrista zambesica. |